# Virgin Black
A Virgin Black (a logójukban VIRGIN BLACK-ként stilizálva) ausztrál doom/klasszikus zene/szimfonikus gothic metal zenekar. 1995-ben alakultak Adelaide városában. Munkásságukról több neves magazin is pozitívan nyilatkozott, például az Orkus, a Metal Hammer, a Legacy és a The Village Voice is.

## Tagok
- Sesca Scaarba (Samantha Escarbe)[2] - gitár, cselló (1995–)
- Rowan London - billentyűk, ének (1995–)

Korábbi tagok
- Aaron Nicholls - basszusgitár (1996–1998)
- Brad Bessell - basszusgitár
- Ian Miller - basszusgitár
- Craig Edis - gitár (1995–2005), basszusgitár (2008), ének
- Grayh - basszusgitár, ének
- Luke Faz - dob
- Dino Cielo - dob, ének
- Kelvin Sugars - dob
- David Mason - gitár
- Matt Enright - dob

Koncerteken
- Mark Kelson - gitár (2007)
- Matthew Phillips - basszusgitár

## Diszkográfia
Demók, EP-k
- Virgin Black (1996)
- Trance (1998)

Albumok
- Sombre Romantic (2001)
- Elegant... and Dying (2003)
- Requiem – Mezzo Forte (2007)
- Requiem – Fortissimo (2008)
- Requiem – Pianissimo (2018)